# Ghods Mohajer-6
Les Ghods Mohajer-6 (en persan : پهپاد مهاجر-6, émigrant-6) est un drone de reconnaissance (acronyme ISTAR en anglais) capable de transporter une charge utile de surveillance multispectrale et/ou jusqu'à deux munitions à guidage de précision,. Dix ont été fabriqués en février 2018 pour les forces terrestres de l'IRGC et 40 sont prévus pour la marine de l'IRGC. Le Mohajer-6 complète le plus grand Shahed 129 exploité par la troisième branche de l'IRGC, l'IRGC-ASF. Trois ont également été livrés à l'armée iranienne.
Le Mohajer-6 est entré en production en série en février 2018. Comme les autres membres de la famille Mohajer, le Mohajer-6 est en matériaux composites.

## Caractéristiques

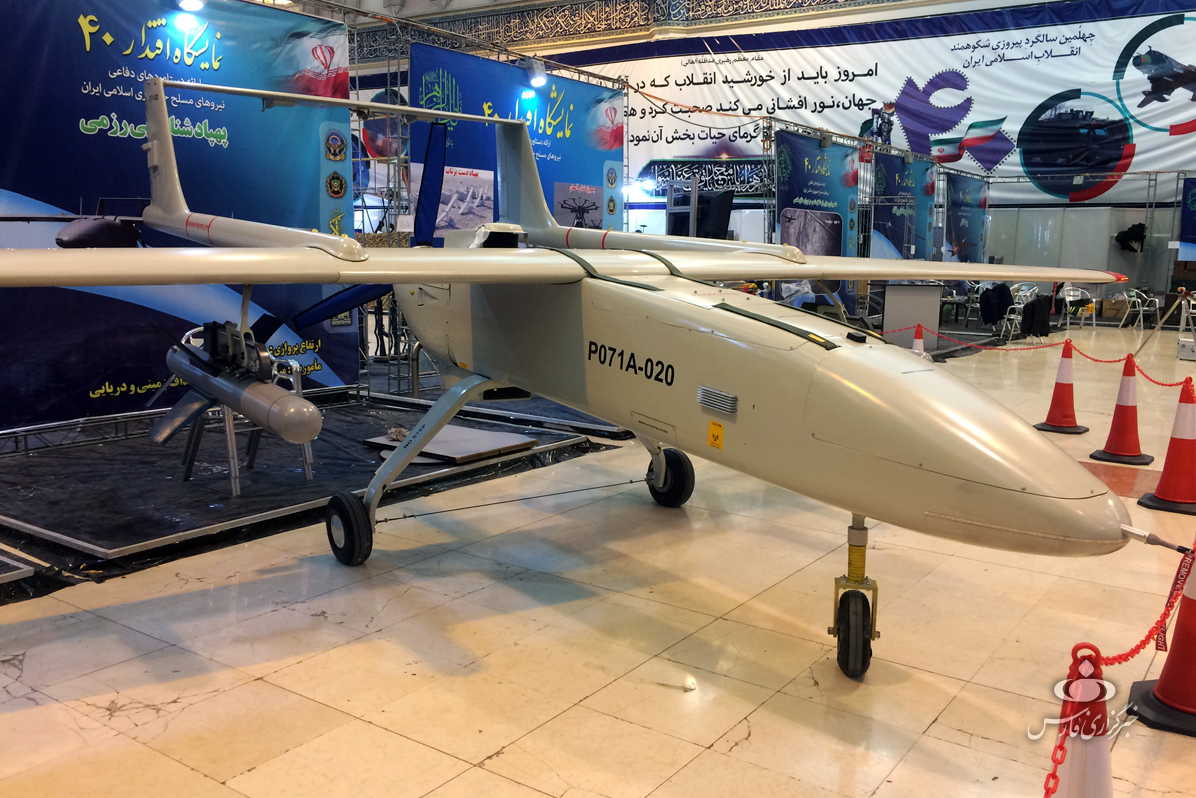
Un Mohaher-6 avec un missile Qaem sous l'aile

Le Mohajer-6 a une envergure de 10 mètres et mesure 5,67 mètres de long.
Il a un fuselage rectangulaire, un nez incliné vers le haut, deux poutres arrière, un stabilisateur horizontal monté sur le dessus, des ailes totalement droites montées au dessus et à l'arrière du corps, et avec des prises d'air en haut et en bas du moteur.
Le Mohajer-6 a un train d'atterrissage tricycle fixe, qui a subi des changements entre la cérémonie de dévoilement en 2017 et la production de masse à partir de 2018, peut-être afin de supporter plus de masse. Il est donc tributaire pour les décollages-atterrissages de la présence d'une piste viabilisée.
Le Mohajer-6 est contrôlé par deux ascenseurs sur le stabilisateur horizontal, des gouvernails sur les stabilisateurs verticaux et deux volets par aile. Contrairement aux autres variantes de Mohajer, il possède une hélice tripale. Il dispose d'un système de pilotage automatique capable de décoller et d'atterrir automatiquement.[réf. nécessaire]
Il dispose d'une caméra fixe orientée vers l'avant pour la navigation, d'un cardan sur le menton pour un télémètre laser et une imagerie électro-optique IR et lumière visible multispectrale. Le Mohajer-6 a trois antennes, deux sur son aile gauche et une sur sa droite, et un tube de Pitot sur son nez.
L'Iran le décrit comme susceptible d'être équipé de mesures de soutien électroniques, de brouillage des communications ou de charges utiles de guerre électronique.
Le Mohajer-6 existe en deux variantes principales.
- La variante A présente deux points d'emport, un sous chaque aile, qui peuvent chacun transporter un missile guidé Qaem TV -IR ou un missile Almas[7].
- La variante B a quatre points d’emport, avec deux sous chaque aile transportant les mêmes types de missile.

## Performances
Le Mohajer-6 a une masse maximale au décollage de 600 kg, une charge utile de 100 kg, et un rayon de fonctionnement de 200 km. Il a une vitesse maximale de 200 km/h, une autonomie de 12 heures, et un plafond de 18 000 pieds (±5,5 km).
Plusieurs sources affirment que bien que le Mohajer-6 soit conçu par Qods Aviation, il est fabriqué par le rival de longue date de Qods, Iran Aircraft Manufacturing Industrial Company (HESA). Qods et HESA sont des filiales de l' Organisation des industries aérospatiales appartenant à l'État iranien.

## Historique opérationnel
Le Mohajer-6 aurait été utilisé contre le groupe terroriste jihadiste Jaish ul-Adl qui est actif dans les régions du sud de l'Iran. Certains Mohajer-6 semblent être basés sur l'île de Qeshm.
En juillet 2019, l'Iran a utilisé le Mohajer-6 contre les militants du PJAK.
Il est utilisé par la Russie lors du conflit en Ukraine en 2022.
Fin de septembre 2022, un drone Mohajer-6, de fabrication iranienne, utilisé par la Russie s'est abîmé en mer. Ce drone a été récupéré et analysé par l'armée ukrainienne. Il a été démontré que ce drone est équipé d’un moteur Rotax, fabriqué par la société autrichienne éponyme. Dans son communiqué, Bombardier Recreational products écrit : « BRP n’a pas autorisé et n’a donné aucune autorisation à ses distributeurs pour approvisionner les fabricants d'UAV [unmanned aerial vehicles, c'est-à-dire des drones] militaires en Iran ou en Russie ». Ce n'est pourtant pas la première fois que les fabricants de drones russes utilisent des moteurs de BRP-Rotax GmbH & Co KG. En 2011, Vega a dévoilé le drone Luch, qui utilise aussi un moteur Rotax.

## Opérateurs
- Éthiopie[13]
- Iran :
  - Armée de la république islamique d'Iran[14],[15]
  - Forces terrestres du Corps des Gardiens de la révolution islamique[16]
  - Marine du Corps des Gardiens de la révolution islamique[17]: 15 en service[18].
- Irak :
  - forces de mobilisation populaire[19],[20]
- Russie : Aurait été acheté et utilisé par la Russie lors de l'invasion russe de l'Ukraine en 2022[21]. Cela a été indirectement confirmé le 23 septembre 2022, lorsque les défenses antiaériennes ukrainiennes ont abattu un Mohajer-6 au dessus de la mer Noire près de la côte d'Odessa[22],[23].
- Venezuela : Il a été signalé en novembre 2020 que le transfert de technologie avait probablement été effectué. Un Mohajer-6 Venezuelien  a été vu à Caracas le même mois. Le président Nicolás Maduro a affirmé que le pays pourrait un jour exporter des drones de fabrication vénézuélienne[24],[25],[26].